# Río Blanco (México)
El río Blanco es un río del centro del estado de Veracruz, en el este de México. Las cabeceras del río Blanco se encuentran en las montañas a lo largo del límite entre los estados de Puebla y Veracruz, desde el Pico de Orizaba, el pico más alto de México, en el norte hasta la Sierra de Zongolica en el sur, donde el Eje Neovolcánico en el sureste se encuentra con el extremo norte de la Sierra Madre de Oaxaca. 
El curso superior del río Blanco forma un cañón profundo, que está protegido por el Parque Nacional Cañón del Río Blanco. El río fluye hacia el este a través de las ciudades de Ciudad Mendoza, Río Blanco, Nogales, Orizaba (en donde se junta con el río Orizaba), Ixtaczoquitlán, Zapoapan, Fortín y Córdoba antes de desembocar en la llanura costera del Golfo.
El río desemboca en el sistema lagunar de Alvarado. Es un extenso humedal costero y estuario formado por los ríos Blanco y Papaloapan, con lagunas, canales de marea, cañaverales, manglares, bosques pantanosos y dunas costeras.
En el municipio de Ixtaczoquitlán cuenta con una central hidroeléctrica, la hidroeléctrica de Tuxpango, que aprovecha el caudal del río Blanco y Escamela. Se ubica a 5 km de la ciudad de Orizaba.